# Sticky
Sticky er et dansk pop-, rock- og punkband.
Sticky har lavet en sang om bordtennisspilleren Finn Tugwell.
Sticky har udgivet albummet Atomteoretisk eftermiddag. Titelsangen handler om nogle af medlemmerne af Stickys besøg hos deres ven Lars Bo Henriksen i København.
Sticky består af Søren Zahle Schou (Sang, keyboard), Mads Bech Olesen (Guitar), Michael Banke (Guitar), Kasper Duus (Bas), Franz Berliner (Guitar og Computer/beats/samples) og Anders Rønne (Trommer).
Store dele af bandets medlemmer udspringer af det legendariske band Limited Edition fra Skanderborg.